# Geoffrey Harding Baker
Sir Geoffrey Harding Baker, GCB, CMG, CBE, MC (* 20. Juni 1912 in Murree, Punjab, Britisch-Indien, heute: Pakistan; † 8. Mai 1980 in Wellington College, Berkshire) war ein britischer Generalfeldmarschall (Field Marshal), der zuletzt zwischen 1968 und 1971 Chef des Generalstabes der British Army sowie von 1975 bis 1980 Konstabler des Tower war. In seine Amtszeit als Chef des Generalstabes fiel 1969 der Beginn der Operation Banner, der langjährige Einsatz des britischen Militärs im Nordirlandkonflikt.

## Leben

### Militärische Ausbildung und Verwendungen als Offizier
Baker begann nach dem Schulbesuch eine Offiziersausbildung an der Royal Military Academy Woolwich und wurde nach deren Abschluss 1932 Offizier der Artillerie (Royal Artillery). Mit verschiedenen vorübergehenden Dienstgraden (Temporary Rank) oder in einem Brevet-Rang war er im Zweiten Weltkrieg zunächst zwischen dem 29. Januar und Dezember 1942 Ausbilder an der Stabschule im Mittleren Osten (Middle East Staff School) sowie von Dezember 1942 bis Juli 1943 Generalstabsoffizier 1 (G 1) der 8. Armee (Eighth Army), ehe er zwischen Juli 1943 und Ende 1943 Kommandeur (Commanding Officer) des 127. Feldartillerieregiments (127th Field Regiment Royal Artillery) war. Danach war er von März 1944 bis April 1945 diensthabender Oberst für Stabsangelegenheiten im Generalstab der 21. Heeresgruppe (21st Army Group) sowie zwischen April und Juli 1945 diensthabender Brigadegeneral für Verwaltungsdienste der Alliierten Kontrollkommission für Deutschland.
Danach war Baker von Juli 1945 bis Ende 1946 erneut diensthabender Oberst für Stabsangelegenheiten im Generalstab der 21st Army Group und erhielt in dieser Zeit am 1. Juli 1946 seine Beförderung zum Major. Im Anschluss war er zwischen Januar 1947 und August 1949 stellvertretender Direktor für Stabsangelegenheiten im Kriegsministerium (War Office). Nach seiner Beförderung zum Oberstleutnant am 31. Dezember 1951 fungierte er zwischen dem 31. Dezember 1951 und Dezember 1952 als Kommandeur des 3. Regiments der Königlichen Artilleriekavallerie (3rd Regiment Royal Horse Artillery). Am 29. Juni 1955 wurde er zum Oberst befördert und war während des Zypernkonflikts Mitte der 1950er Jahre zwischen November 1955 und Januar 1957 Direktor für Operationen der britischen Streitkräfte auf Zypern gegen die Widerstandsbewegung Nationale Organisation zypriotischer Kämpfer (EOKA). Anschließend war er zwischen 1957 und April 1958 erst Kommandeur der Artillerieverbände der 7. Panzerdivision (7th Armoured Division) sowie von April 1958 und Februar 1959 Kommandeur der Artillerieverbände der 5. Infanteriedivision (5th Infantry Division).

### Aufstieg zum Field Marshal und Chef des Generalstabes

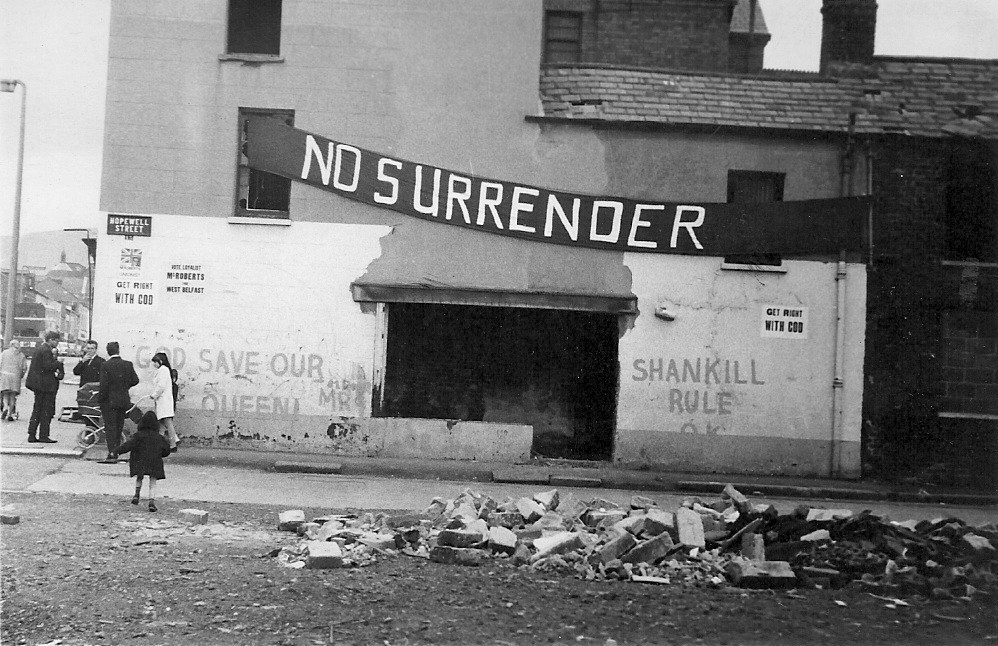
In Bakers Amtszeit als Chef des Generalstabes fiel 1969 der Beginn der Operation Banner, der langjährige Einsatz des britischen Militärs im Nordirlandkonflikt

Baker fungierte im Anschluss zwischen Februar 1959 und dem 3. Februar 1960 als Assistierender Chef des Stabes der Heeresgruppe Nord NORTHAG (Northern Army Group) der NATO und war nach seiner Beförderung zum Generalmajor (unter Überspringung einer Beförderung zum Brigadegeneral) vom 3. Februar 1960 bis November 1961 Chef des Stabes des Südkommandos (Southern Command), ehe er zwischen November 1961 und dem 27. Mai 1963 Chef des Stabes für Kontingentplanung im Obersten Alliierten Hauptkommando der Alliierten Streitkräfte der NATO in Europa SHAPE (Supreme Headquarters Allied Powers Europe) war. Daraufhin bekleidete er nach seiner Beförderung zum Generalleutnant am 2. September 1963 als Nachfolger von Generalleutnant William Pike vom 2. September 1963 bis zu seiner Ablösung durch Generalleutnant Desmond Fitzpatrick am 25. Juli 1966 den Posten als Vize-Chef des Generalstabes der British Army. Während dieser Zeit wurde er am 1. Januar 1964 zum Knight Commander des Order of the Bath (KCB) geschlagen und führte seitdem den Namenszusatz „Sir“. Daneben bekleidete er vom 20. Juli 1964 bis zu seinem Tode am 8. Mai 1980 den Dienstposten als Colonel Commandant des Royal Regiment of Artillery.
Am 31. Oktober 1966 übernahm Baker von Generalleutnant Kenneth Darling den Posten als Oberkommandierender (General Officer Commanding in Chief) des Southern Command und hatte diesen bis zum 12. Februar 1968 inne, woraufhin Generalleutnant John Mogg seine Nachfolge antrat. Er wurde in dieser Zeit am 7. Mai 1967 zum General befördert und wurde darüber hinaus am 1. Januar 1968 als Knight Grand Cross des Order of the Bath (GCB) ausgezeichnet. Er fungierte zudem zwischen dem 27. Februar 1968 und dem 31. März 1971 als Generaladjutant (Aide-de-camp General) von Königin Elisabeth II. Er übernahm als Nachfolger von General James Cassels schließlich den Posten als Chef des Generalstabes der British Army und bekleidete diesen Posten bis zu seinem Eintritt in den Ruhestand am 31. März 1971, worauf General Michael Carver seine Nachfolge antrat. In seine Amtszeit als Chef des Generalstabes fiel 1969 der Beginn der Operation Banner, der langjährige Einsatz des britischen Militärs im Nordirlandkonflikt. Daneben war er zwischen dem 1. März 1968 und dem 7. März 1971 Colonel Commandant des Korps der Militärpolizei (Corps of Royal Military Police) sowie vom 27. November 1970 bis zum 1. Januar 1977 Colonel Commandant der Artilleriekavallerie (Royal Horse Artillery). Ferner fungierte er als Nachfolger von Robert Mansergh zwischen 1970 und seiner Ablösung durch Harry Tuzo 1976 als Master Gunner, St James’s Park. Mit seinem Ausscheiden aus dem aktiven Dienst nach 39 Dienstjahren erhielt er am 31. März 1971 den Dienstgrad eines Generalfeldmarschall (Field Marshal).
Zuletzt löste Baker am 1. August 1975 Generalfeldmarschall Richard Hull als Konstabler des Tower ab und hatte diese Funktion bis zu seinem Tode am 8. Mai 1980 inne, woraufhin General Peter Mervyn Hunt seine Nachfolge antrat.